# Diplophos australis
Diplophos australis és una espècie de peix pertanyent a la família dels gonostomàtids.

## Descripció
- Pot arribar a fer 18 cm de llargària màxima.[5]

## Hàbitat
És un peix marí i batipelàgic que viu entre 99 i 102 m de fondària.

## Distribució geogràfica
Es troba a l'oceà Antàrtic (al sud de la latitud 20°S) i, probablement també, a l'Índic.

## Observacions
És inofensiu per als humans.